# Zoarchias neglectus
Zoarchias neglectus és una espècie de peix de la família dels estiquèids i de l'ordre dels perciformes.

## Descripció
- Fa 7 cm de llargària màxima.
- 22-25 espines i 77-82 radis tous a l'aleta dorsal.
- 79-84 radis tous a l'aleta anal.
- 104-108 vèrtebres.[8][9]

## Hàbitat i distribució geogràfica
És un peix marí, demersal i de clima temperat, el qual només viu a la prefectura de Kanagawa (el Japó).

## Amenaces
Les seues principals amenaces són aquelles associades al desenvolupament costaner, el trànsit d'embarcacions, les fuites d'oli dels vaixells, els dragatges i la contaminació de l'aigua.

## Observacions
És inofensiu per als humans.